# In den Halven Maen
Museum In den Halven Maen in Tinte is een Nederlands museum op Voorne-Putten (Zuid-Holland). Het museum toont oude kruidenierswaren, blik, tabaksartikelen. De verzameling is ondergebracht in een kruidenierswinkel, een cafeetje en enkele etalages met een wisselende verzameling.
Het particuliere museum is gevestigd in een in 1991 omgebouwde garage aan het huis van de eigenaren. Het pand is oorspronkelijk een boerderij geweest, gebouwd in 1901. In 1903 is er een café aangebouwd. In 1952 is er opnieuw aangebouwd, dit keer een schuur. Deze werd tot in de jaren zeventig gebruikt als vrachtbedrijf. 
De verzameling bestaat uit oude producten zoals kruidenierswaren, blikken, tabaksartikelen en keukengerei. Ook de tuin is te bezichtigen. 

## Afbeeldingen

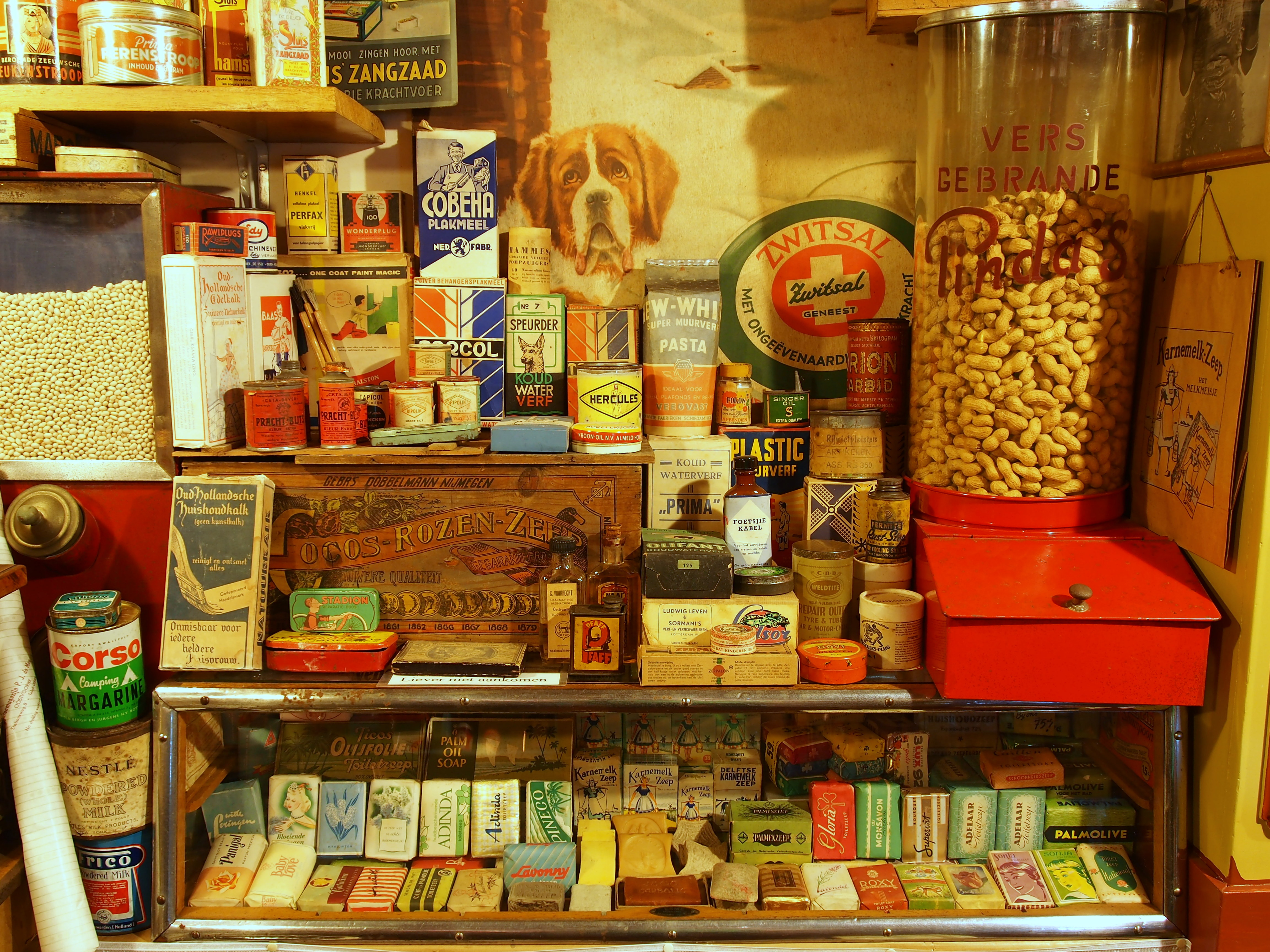
toonbank kruidenierswinkel
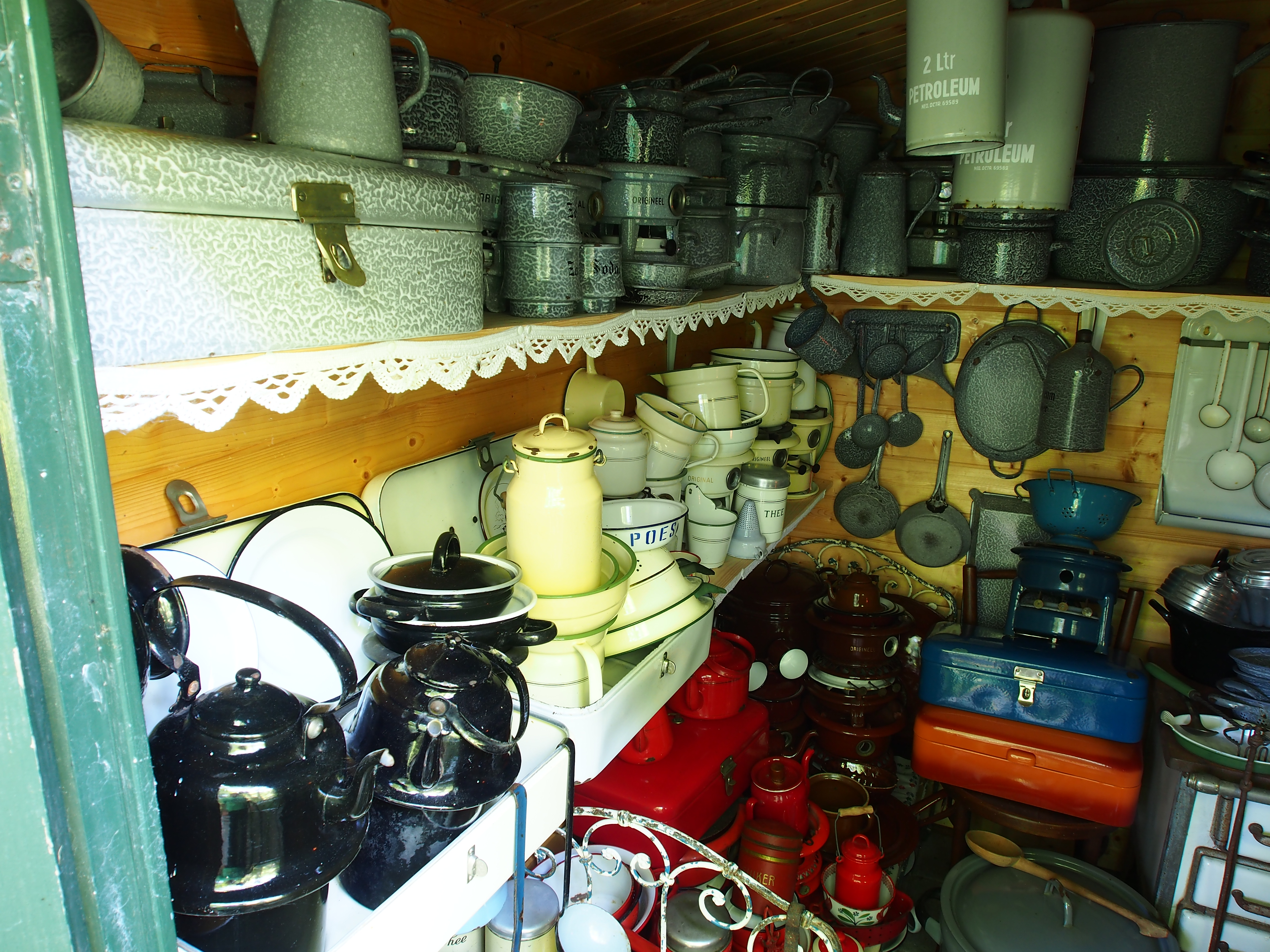
emaille keukengerei
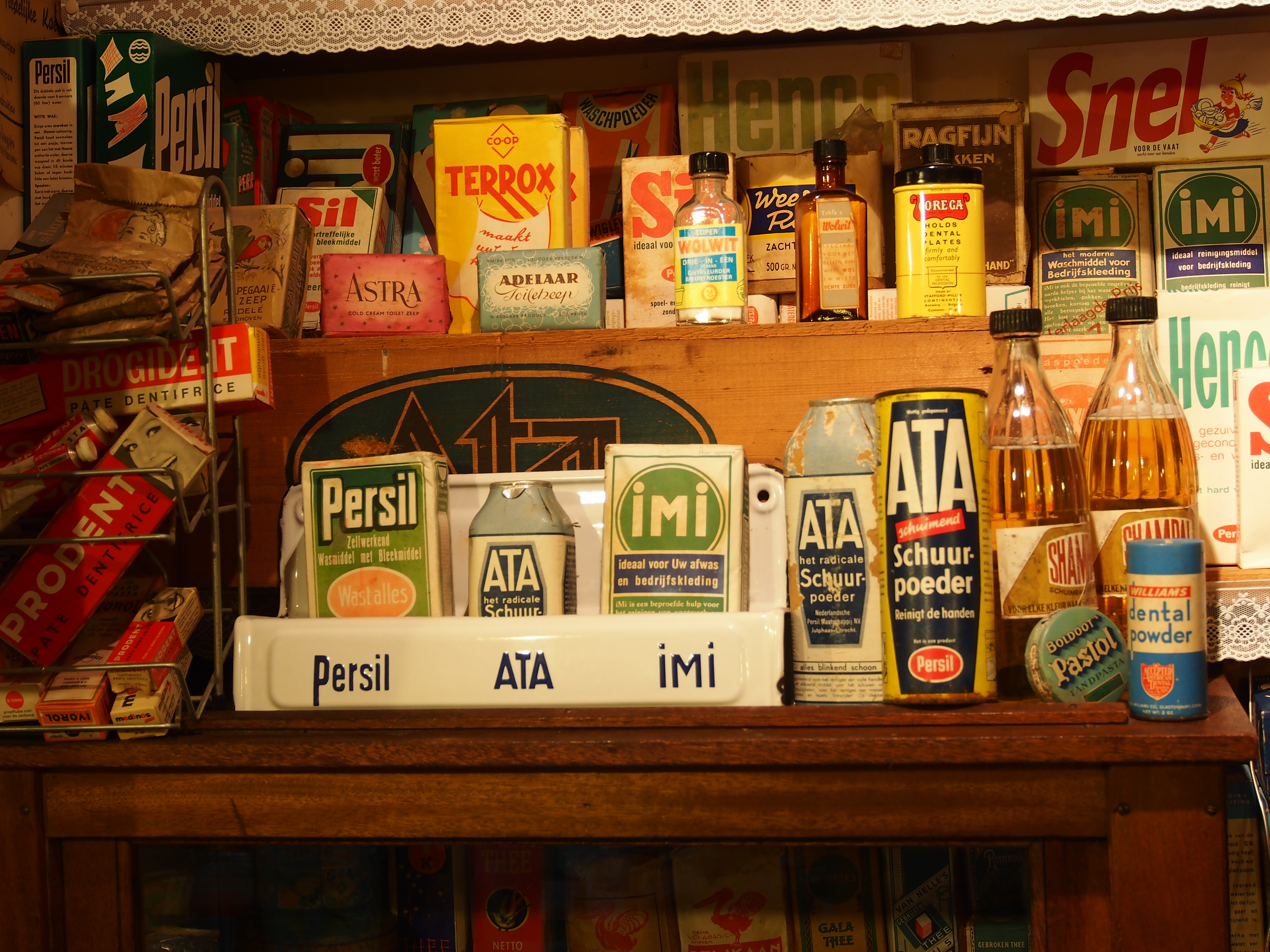
kruidenierswinkel